# إيلا جونسون
إيلا جونسون (بالإنجليزية: Ella Johnson)‏ هي مغنية أمريكية، ولدت في 22 يونيو 1919 في داريلنغتون في الولايات المتحدة، وتوفيت في 16 فبراير 2004 في نيويورك في الولايات المتحدة بسبب مرض آلزهايمر.

## وصلات خارجية
- إيلا جونسون على موقع ميوزك برينز (الإنجليزية)
- إيلا جونسون على موقع أول ميوزيك (الإنجليزية)
- إيلا جونسون على موقع ديسكوغز (الإنجليزية)